# Johannes Kneppelhout

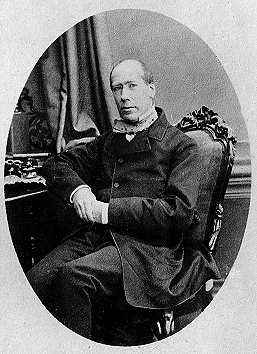
Johannes Kneppelhout

Johannes Kneppelhout, Pseudonym Klikspaan (* 8. Januar 1814 in Leiden; † 8. November 1885 in Oosterbeek) war ein niederländischer Schriftsteller.
Kneppelhout studierte an der Universität Leiden und erwarb sich durch seine originellen Schilderungen des Universitätslebens in Studententypen (1841) und Studentenleven (1844), die in mehreren Bänden unter dem Pseudonym Klikspaan erschienen, eine erste Stelle unter den jungen Schriftstellern, welche um jene Zeit ein neues Leben in die niederländische Literatur brachten.
Die genannten Werke erlebten wiederholte Auflagen und sind bis heute populär geblieben. Auch seine übrigen Schriften (Reiseerinnerungen, Erzählungen, biographische und literarische Aufsätze), von denen er eine Gesamtausgabe (Leiden 1861–75, 12 Bde.) veranstaltete, haben ihn als scharfen Beobachter und originellen Denker bekannt gemacht, aber doch den Erwartungen, welche seine Erstlingsschriften erregten, nicht ganz entsprochen.